# Křížová cesta (Horákova kaple)
Křížová cesta u Horákovy kaple se nalézá asi 1,5 km jihozápadně od centra obce Dolní Dobrouč v okrese Ústí nad Orlicí.
Křížová cesta sestává ze 14 zdobně kovaných sloupků lemujících lesní cestu od Dolní Dobrouče k Horákově kapli, na kterých jsou v letním období zavěšeny obrázky jednotlivých zastavení křížové cesty.

## Galerie

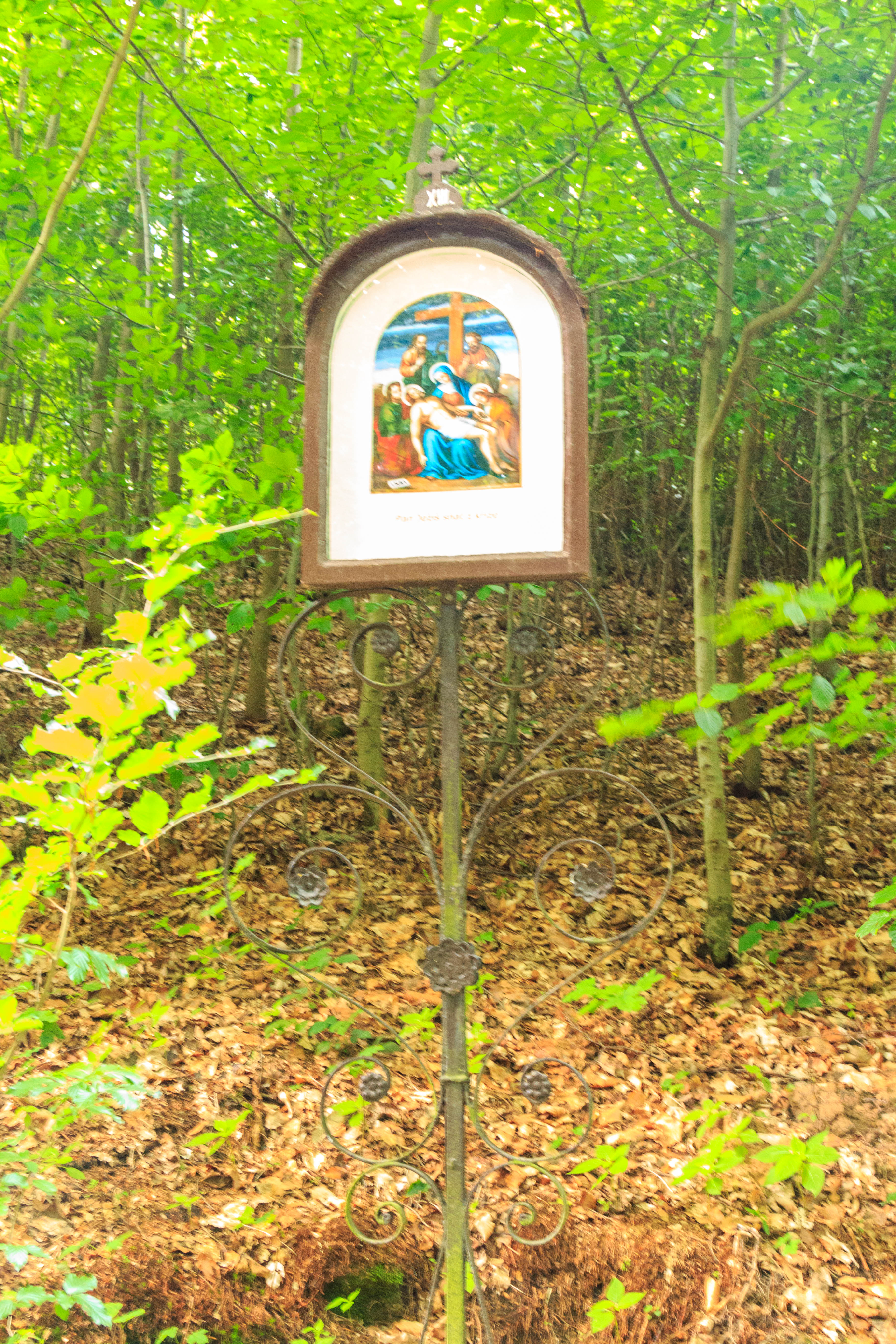
Zastavení křížové cesty u Horákovy kaple
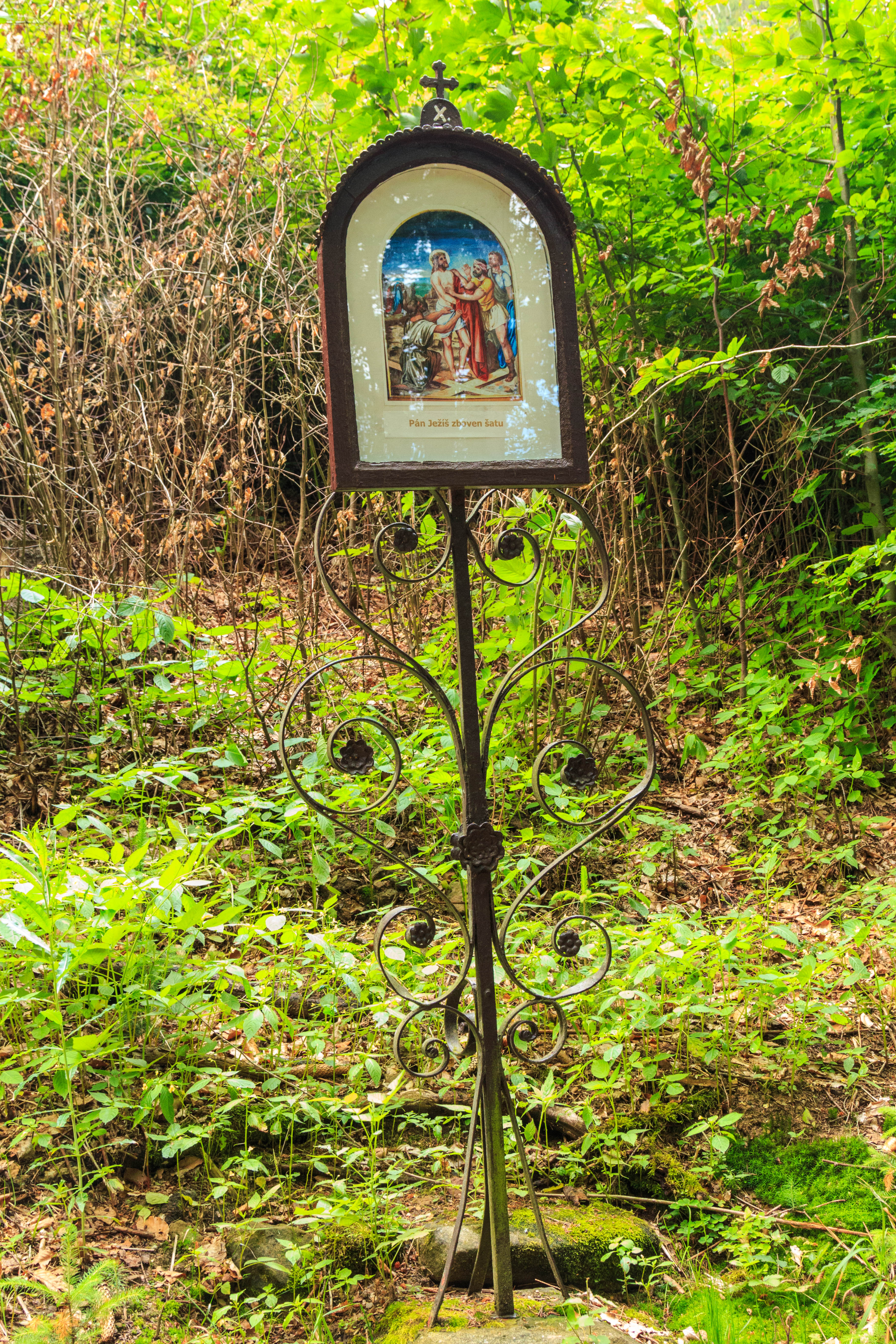
Zastavení křížové cesty u Horákovy kaple
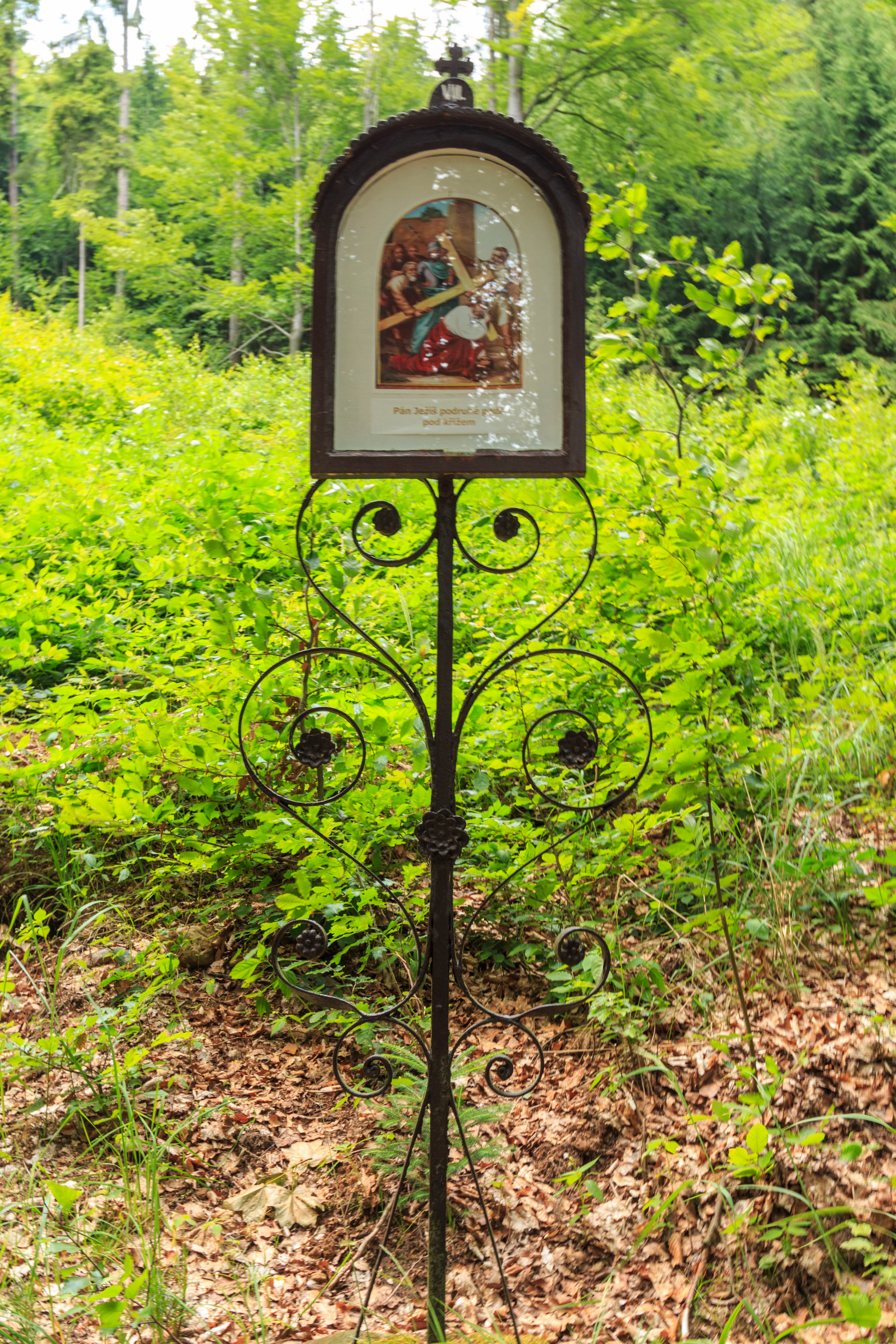
Zastavení křížové cesty u Horákovy kaple
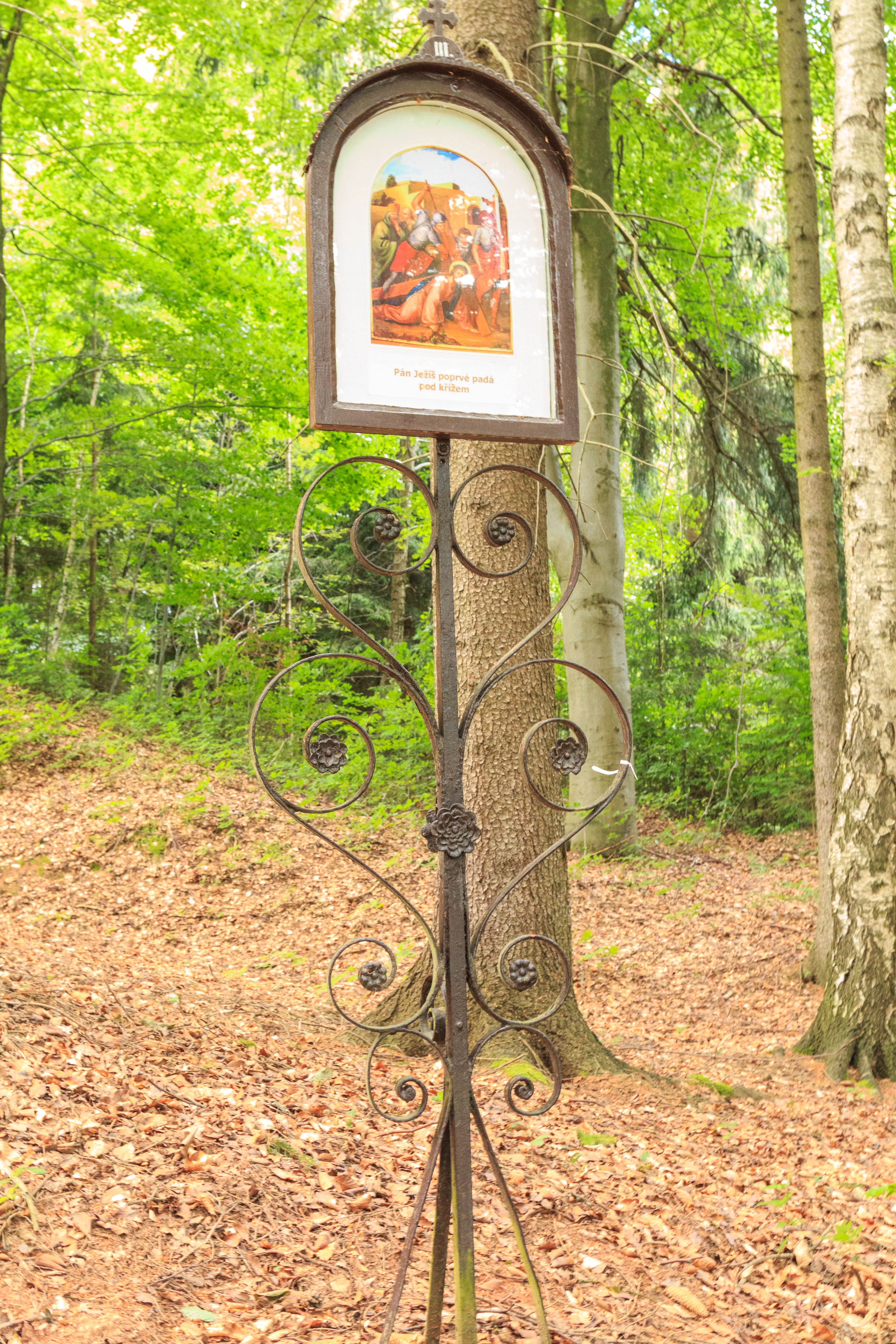
Zastavení křížové cesty u Horákovy kaple